# The 77 Bank
The 77 Bank, Ltd. (株式会社七十七銀行?, Kabushiki-gaisha Shichijūshichi Ginkō) è una banca giapponese. Fondata nel dicembre 1878, è la più grande banca della regione di Tōhoku.